# 熊元龍
熊元龍（?—?），字雨蒼，贵州贵阳人，清朝政治人物，同進士出身。
乾隆七年（1742年）壬戌科進士，三甲一百一名。選庶吉士，散館改主事。